# Lesbonax (filòsof)
Lesbònax (en grec Λεσβῶναξ), fill de Potamó de Mitilene, va ser un filòsof i sofista grec que va viure en temps de l'emperador August.
Era deixeble de Timòcrates i pare de Polemó, conegut com a mestre de l'emperador Tiberi. Segons Suides, Lesbonax va escriure diverses obres filosòfiques, però no parla de la seva condició d'orador o retòric, tot i que no hi ha cap dubte que és la mateixa persona que va escriure μελεταὶ ῥητομικαὶ i ἐρωτικαὶ επιστολαὶ, un tractat de retòrica i un recull de cartes eròtiques. En temps de Foci circulaven setze discursos περὶ τοῦ πολέμου Κορινθίων, i προτρεπτικὸς λόγος de contingut polític entre d'altres, de Lesbonax.